# Кора (язык)
Кора (Cora) — язык коренного народа Мексики юто-ацтекской семьи. На нём говорит этническая группа, широко известная как кора, но которые себя называют нааярите (Naáyarite). Кора проживают в северных сьеррах штата Наярит, который назван в честь его коренных жителей. Кора является месоамериканским языком и имеет много черт, позволяющих отнести его к месоамериканский языковому союзу. В соответствии с «Законом о языковых правах» он признаётся в качестве национального языка наряду с другими 62 языками коренных народов и испанским, которые имеют одинаковую юридическую силу в Мексике.

## Географическое распределение
Существуют две разновидности кора. Одна именуется Cora del Nayar или Cora Meseño, распространена в основном в районе среднегорья — поселений Меса-де-Наяр и Хесус-Мария на юге муниципалитета Эль-Наяр штата Наярит и насчитывает около 9000 говорящих (1993). Другая разновидность называется Cora de Santa Teresa и насчитывает 7000 человек (1993), распространена, по большей части, в высокогорных районах на севере Эль-Наяр. Санта-тересский диалект кора имеет такую низкую взаимопонятность с другими диалектами, что справочник Ethnologue считает его отдельной разновидностью. Из-за недавней миграции существует небольшая община кора в США — на западе штата Колорадо.

## Диалекты
Кора представлен рядом диалектов, некоторые из которых имеют сложную взаимопонятность. ISO различает 2 диалекта, а INALI — 9 диалектов.
Эль-наярский (El Nayar)/ Хесус-мариянский (Cora de Jesús María)
Долоресский (Cora de Dolores)
Росаритский (Cora de Rosarito)
Сан-бласитский
Сан-хуан-корапанский (Cora corapeño)
Санта-тересский (Cora tereseño)
Ла-меса-дель-наярский (Cora meseño, Mesa del Nayar)
Пресидио-де-лос-рейесский (Cora presideño)
Сан-франсиский (Cora francisqueño)

## Письменность
Алфавит эль-наярского диалекта из издания 1953 года: a, b, c, ch, cu, j, l, m, mu, n, ʌ, p, pu, r, s, t, ts, u, w, y.

## Фонология

### Согласные
|             | Губ.-губ. | Губ.-губ. | Альвеоляр. | Альвеоляр. | Палат. / Ретрофлекс. | Палат. / Ретрофлекс. | Веляр. | Веляр. | Глот. | Глот. |
| ----------- | --------- | --------- | ---------- | ---------- | -------------------- | -------------------- | ------ | ------ | ----- | ----- |
| Взрыв.      | p/b       | pʷ        | t          | t          |                      |                      | k      | kʷ     | ʔ     | ʔ     |
| Фрикатив.   |           |           | s          | s          | ʂ                    | ʂ                    | x      | x      | h     | h     |
| Аффр.       |           |           | ts         | ts         | tʃ                   | tʃ                   |        |        |       |       |
| Плав.       |           |           | l          | l          | ɽ                    | ɽ                    |        |        |       |       |
| Нос.        | m         | mʷ        | n          | n          |                      |                      |        |        |       |       |
| Полугласные | w         | w         |            |            |                      |                      | j      | j      |       |       |

### Гласные
|                          | Передний ряд | Средний ряд | Задний ряд |
| ------------------------ | ------------ | ----------- | ---------- |
| Верхний подъём (верхние) | i            | ʉ           | u          |
| Средний подъём           | ɛ            |             |            |
| Нижний подъём (нижние)   |              | ɑ           |            |